# Lapa Island
Lapa Island (englisch; bulgarisch остров Лапа ostrow Lapa, deutsch ‚Pfoteninsel‘) ist eine größtenteils vereiste, in west-östlicher Ausrichtung 800 m lange und 490 m breite Insel in der Gruppe der Vedel-Inseln im Wilhelm-Archipel vor der Graham-Küste des Grahamlands auf der Antarktischen Halbinsel. Sie liegt 3,9 km nordwestlich der Krogmanninsel, 37 m nördlich von Kostenurka Island, 805 m ostnordöstlich von Rak Island und 4,97 km südwestlich von Lamya Island (Dannebrog-Inseln).
Britische Wissenschaftler kartierten sie 2001. Die bulgarische Kommission für Antarktische Geographische Namen benannte sie 2020 deskriptiv nach ihrer Ähnlichkeit mit einer Pfote.